# Treur niet (Ode aan het leven)
Treur niet (Ode aan het leven) is een nummer uit 2015 van de Nederlandse rapper Diggy Dex en zanger JW Roy. Het nummer bestaat uit gerapte coupletten en een gezongen refrein.

## Achtergrond
Diggy Dex schreef dit nummer in 2014, nadat hij aanwezig was geweest bij de uitvaart van drie slachtoffers van de MH17-ramp. Men had hem gevraagd bij deze gelegenheid het nummer Sterren tellen op te voeren. Het zette hem aan het denken welk liedje er op zijn eigen begrafenis te horen zou moeten zijn. Hij schreef Treur niet (Ode aan het leven) als een toekomstige laatste boodschap, maar met een positieve noot. "Er zit een bepaalde schoonheid in begrafenissen. Naast het verdriet is er een grote groep mensen die verbonden is en proost op het leven van de persoon die is heengegaan. Dat vind ik mooi", aldus Diggy Dex. 
Het nummer werd een grote hit in Nederland. Het haalde de 10e positie in de Nederlandse Top 40, en wordt ook veel gedraaid op begrafenissen. In Vlaanderen haalde het de 50e positie in de Tipparade.

## Hitnoteringen

### Nederlandse Top 40
| Hitnotering: 14-11-2015 t/m 05-03-2016 | Hitnotering: 14-11-2015 t/m 05-03-2016 | Hitnotering: 14-11-2015 t/m 05-03-2016 | Hitnotering: 14-11-2015 t/m 05-03-2016 | Hitnotering: 14-11-2015 t/m 05-03-2016 | Hitnotering: 14-11-2015 t/m 05-03-2016 | Hitnotering: 14-11-2015 t/m 05-03-2016 | Hitnotering: 14-11-2015 t/m 05-03-2016 | Hitnotering: 14-11-2015 t/m 05-03-2016 | Hitnotering: 14-11-2015 t/m 05-03-2016 | Hitnotering: 14-11-2015 t/m 05-03-2016 | Hitnotering: 14-11-2015 t/m 05-03-2016 | Hitnotering: 14-11-2015 t/m 05-03-2016 | Hitnotering: 14-11-2015 t/m 05-03-2016 | Hitnotering: 14-11-2015 t/m 05-03-2016 | Hitnotering: 14-11-2015 t/m 05-03-2016 | Hitnotering: 14-11-2015 t/m 05-03-2016 | Hitnotering: 14-11-2015 t/m 05-03-2016 | Hitnotering: 14-11-2015 t/m 05-03-2016 |
| Week:                                  | 1                                      | 2                                      | 3                                      | 4                                      | 5                                      | 6                                      | 7                                      | 8                                      | 9                                      | 10                                     | 11                                     | 12                                     | 13                                     | 14                                     | 15                                     | 16                                     | 17                                     |                                        |
| -------------------------------------- | -------------------------------------- | -------------------------------------- | -------------------------------------- | -------------------------------------- | -------------------------------------- | -------------------------------------- | -------------------------------------- | -------------------------------------- | -------------------------------------- | -------------------------------------- | -------------------------------------- | -------------------------------------- | -------------------------------------- | -------------------------------------- | -------------------------------------- | -------------------------------------- | -------------------------------------- | -------------------------------------- |
| Positie:                               | 29                                     | 25                                     | 22                                     | 20                                     | 14                                     | 13                                     | 10                                     | 10                                     | 10                                     | 13                                     | 13                                     | 15                                     | 17                                     | 18                                     | 23                                     | 29                                     | 33                                     | uit                                    |

### NederlandseSingle Top 100
| Hitnotering: 24-10-2015 t/m 16-04-2016 | Hitnotering: 24-10-2015 t/m 16-04-2016 | Hitnotering: 24-10-2015 t/m 16-04-2016 | Hitnotering: 24-10-2015 t/m 16-04-2016 | Hitnotering: 24-10-2015 t/m 16-04-2016 | Hitnotering: 24-10-2015 t/m 16-04-2016 | Hitnotering: 24-10-2015 t/m 16-04-2016 | Hitnotering: 24-10-2015 t/m 16-04-2016 | Hitnotering: 24-10-2015 t/m 16-04-2016 | Hitnotering: 24-10-2015 t/m 16-04-2016 | Hitnotering: 24-10-2015 t/m 16-04-2016 | Hitnotering: 24-10-2015 t/m 16-04-2016 | Hitnotering: 24-10-2015 t/m 16-04-2016 | Hitnotering: 24-10-2015 t/m 16-04-2016 | Hitnotering: 24-10-2015 t/m 16-04-2016 |
| Week:                                  | 1                                      | 2                                      | 3                                      | 4                                      | 5                                      | 6                                      | 7                                      | 8                                      | 9                                      | 10                                     | 11                                     | 12                                     | 13                                     | 14                                     |
| -------------------------------------- | -------------------------------------- | -------------------------------------- | -------------------------------------- | -------------------------------------- | -------------------------------------- | -------------------------------------- | -------------------------------------- | -------------------------------------- | -------------------------------------- | -------------------------------------- | -------------------------------------- | -------------------------------------- | -------------------------------------- | -------------------------------------- |
| Positie:                               | 94                                     | 80                                     | 61                                     | 57                                     | 50                                     | 40                                     | 36                                     | 23                                     | 29                                     | 28                                     | 31                                     | 24                                     | 21                                     | 25                                     |
| Week:                                  | 15                                     | 16                                     | 17                                     | 18                                     | 19                                     | 20                                     | 21                                     | 22                                     | 23                                     | 24                                     | 25                                     | 26                                     |                                        |                                        |
| Positie:                               | 27                                     | 28                                     | 31                                     | 44                                     | 45                                     | 54                                     | 59                                     | 68                                     | 66                                     | 72                                     | 82                                     | 92                                     | uit                                    |                                        |

### NPO Radio 2 Top 2000
| Nummer met noteringen in de NPO Radio 2 Top 2000 | '16 | '17 | '18 | '19 | '20 | '21 | '22 | '23 | '24 |
| ------------------------------------------------ | --- | --- | --- | --- | --- | --- | --- | --- | --- |
| Treur niet (Ode aan het leven)                   | 437 | 462 | 389 | 354 | 203 | 210 | 282 | 373 | 354 |

1. ↑  Een vetgedrukt getal geeft de hoogste notering aan.
2. ↑  2016 was het eerste jaar met een notering voor dit nummer.